# Carrie (musical)
Carrie: El Musical és un musical amb un llibret de Lawrence D. Cohen, lletres de Dean Pitchford i música de Michael Gore. Adaptat de la novel·la Carrie de Stephen King, narra la història d'una noia adolescent inadaptada amb poders teletinètics, la vida solitària de la qual és dominada per un mare opressiva fanàtica religiosa. Quan és humiliada pels seus companys de classe al ball de promoció de l'institut, desencadena caos damunt tothom i tot que passa al seu camí.
El 2018 va ser representada al teatre Gaudí de Barcelona.

## Producció
Inspirat en una producció de l'òpera Lulu d'Alban Berg del 1981 a la Metropolitan Opera House, Lawrence D. Cohen, qui va escriure el guió per la versió cinematogràfica de Carrie del 1976, i Michael Gore van començar a treballar en un musical basat en la novel·la de Stephen King. Dean Pitchford, que va treballar amb Gore en la pel·lícula Fame es va afegir a l'èquip i el guió va subir nombroses reescriptures. L'agost de 1984, un taller del primer acte va ser escenificat al 890 Broadway (Nova York) amb Annie Golden com a Carrie, Maureen McGovern com la Senyora White, Laurie Beechman com la Senyora Gardner, i Liz Callaway com a Chris. Ben aviat s'anuncià que Carrie seria produïda a Broadway el 1986, l finançament amb tot no va ser aconseguit abans la fi de l'any 1987.

### Stratford try-out
L'espectacle va ser produït per Friedrich Kurz i la Royal Shakespeare Company i va fer quatre setmanes a partir del 13 de febrer de 1988 a Stratford-upon-Avon, Anglaterra, on va rebre ressenyes mixtes. Dirigida per Terry Hands i coreografiada per Debbie Allen, el repartiment incloïa la veterana de Broadway i cantant de cabaret Barbara Cook, Charlotte d'Amboise, Gene Anthony Ray, Darlene Love i Linzi Hateley, en el seu debut a l'escenari, com Carrie. La gran producció, tècnicament complexa, del dissenyador Ralph Koltai incloïa pirotècnia, làsers, escenografia automàtica i una gegantesca escala blanca volant que apareixia per a la final tràgica.
La producció va patir problemes de guió i tècnics. L'equip tècnic no va poder fer caure sang falsa sobre Hateley sense metre malbé el seu micròfon. Les reescriptures van continuar després de cada representació. El programa citava una cançó, «Once I Loved a Boy», que havia estat reescrita i retitulada «When There Is No One» abans de la primera representació. Cook volia abandonar quan gairebé va ser decapitada per una peça del decorat: la sala d'estar de les White, durant «Open Your Heart», en la nit d'estrena, però va acceptar quedar-se fins que es pogués trobar una substituta, que no es va trobar abans la fi de la sèrie de representacions a Stratford. Una part musical de la «Locker Room Scene" (que ha arribat a ser coneguda com «La seva mare hauria d'haver-li explicat») va ser eliminada aviat i una altra cançó, «White Star» va ser eliminada poc després.

### Producció de Broadway de 1988
L'espectacle es va traslladar a Broadway amb un pressupost de vuit milions de dòlars (en aquell moment una quantitat exorbitant). Hateley (que finalment va guanyar un Theatre World Award) i altres membres del repartiment del Regne Unit es van quedar a la producció, però Cook va ser reemplaçada per Betty Buckley (que havia interpretat la mestra Miss Collins a la pel·lícula de 1976).
L'espectacle va començar les preestrenes el 28 d'abril de 1988 al Virginia Theatre. Després de la cançó final, es va sentir una barreja d'escridassades i aplaudiments. No obstant això, en un instant, quan Linzi Hateley i Betty Buckley van sortir a saludar, tot el teatre es va tornar a una ovació de peu. Segons el New York Times, «l'espectacle havia rebut ovacions de peu en algunes preestrenes, així com la nit d'estrena…» L'espectacle es va estrenar oficialment el 12 de maig de 1988. Llastrat per unes males crítiques, i malgrat que el teatre s'omplia cada nit, els finançadors van treure els diners de l'espectacle i es va tancar el 15 de maig després de només setze preestrenes prèvies i cinc representacions. Va obtenir el seu lloc en la història del teatre com un dels desastres més cars de tots els temps. Segons The New York Times, «l'espectacle de més de 7 milions de dòlars… va ser el fracàs més ràpid i més car de la història de Broadway».

### Revival de l'Off-Broadway 2012
Es va realitzar una lectura el 20 de novembre de 2009 a la ciutat de Nova York. La partitura i el llibre van ser revisats pels compositors originals Michael Gore i Dean Pitchford, i l'escriptor Lawrence D. Cohen. Les cançons «Dream On», «Hurts to Be Strong», «Do not Waste the Moon», «Heaven», «I'm Not Alone», «Wotta Night" i «Out for Blood» van ser eliminades i reemplaçades amb cançons noves (vegeu més avall). La lectura va ser dirigida per Stafford Arima i protagonitzada per Sutton Foster, Marin Mazzie i Molly Ranson.
El 5 d'octubre de 2010, es va confirmar que Carrie es produiria al Lucille Lortel Theatre de l'Off-Broadway pel MCC Theater. El director era Stafford Arima amb els creadors originals que treballen en les revisions de l'espectacle. Del 25 de maig al 7 de juny es va realitzar un laboratori de desenvolupament a l'MCC, dirigit per Arima i coreografiat per Matt Williams. El repartiment inicial per a la reestrena es va anunciar el 3 de maig de 2011. De la lectura que va tenir lloc el 2009, Marin Mazzie va protagonitzar Margaret White i Molly Ranson com Carrie. Es va anunciar un repartiment addicional el 21 de novembre de 2011. L'1 d'agost de 2011, es va presentar una funció benèfica de la nova versió al Lucille Lortel Theatre. Titulada Revisiting Carrie, l'esdeveniment va permetre un cop d'ull darrere dels bastidors de la futura producció amb Cohen, Gore i Pitchford. Arima també va estar present. Mazzie, Ranson i altres membres del repartiment, en van presentar una selecció de cançons.
La nova versió va començar les preestrenes el 31 de gener de 2012 i va estrenar-se oficialment l'1 de març de 2012 i es va tancar un mes més tard el 8 d'abril després d'un compromís limitat amb 34 preestrenes i 46 representacions. Els directors de l'MCC van dir: «MCC, els autors i el director han aconseguit allò que tots vam fer: rescatar Carrie de l'oblit i donar-li vida nova. Hi ha plans per preservar aquesta producció per a la biblioteca del Lincoln Center, perquè pugui viure en els records dels milers d'espectadors de teatre que l'estimaven». Durant la temporada de premis 2011/2012, l'espectacle va ser nominat per a diversos premi i en va guanyar un. El 9 d'abril de 2012, Ghostlight Records va anunciar que gravarien el primer àlbum de l'espectacle. L'enregistrament es va llançar el 25 de setembre de 2012 i va obtenir el número 183 a la llista d'àlbums actuals de Billboard per a la setmana del 13 d'octubre de 2012, quan també va encapçalar la llista d'àlbums de la revista

### Producció de l'Off-West End 2015
A principi de 2015, Paul Taylor-Mills (productor) i Gary Lloyd (director) van anunciar que portarien el renovat Carrie al teatre Off-West End de Londres, el Southwark Playhouse, on es representà durant una temporada limitada de l'1 al 30 de maig. El repartiment per a aquesta producció va incloure Evelyn Hoskins en el paper protagonista, Kim Criswell com Margaret White, Sarah McNicholas com Sue Snell, Gabriella Williams com Chris Hargensen, Jodie Jacobs com Miss Gardner, Greg Miller-Burns com Tommy Ross i Dex Lee com Billy Nolan. La producció va rebre majoritàriament ressenyes positives, i van felicitar Hoskins per la seva actuació com Carrie i Criswell com la seva mare aterridora.

### Producció de Los Angeles de 2015
El 18 de març de 2015, una nova versió de Carrie va estrenar-se a Los Angeles al teatre La Mirada Theatre for the Performing Arts. Dirigit per Brady Schwind i coreografiat per Lee Martino, el repartiment de l'estrena de Los Angeles va incloure Emily Lopez com Carrie White, Misty Cotton com Margaret White, Kayla Parker com Sue Snell, Jon Robert Hall com Tommy Ross, Valerie Rose Curiel com Chris Hargensen, Garrett Marshall com Billy Nolan i Jenelle Lynn Randall com Miss Gardner. La producció també va comptar amb Tiana Okoye com a suplent de Carrie. És la primera actriu afroamericana que prenia el paper en una producció.
La producció amb un nou llibret i una partitura revisada, va passar a denominar-se Carrie the Killer Musical Experience. En bona part va rebre crítiques positives, especialment pel seu elenc i el seu únic concepte de posada en escena. Els productors Jack W. Batman i Bruce Robert Harris van anunciar en una entrevista amb Playbill que planificaven futures produccions de l'espectacle a nivell nacional i internacional. La producció de La Mirada de Carrie va rebre cinc nominacions als premis Ovation de L.A. Stage Alliance: Millor Producció Musical, Millor Actriu: Emily Lopez, Millor Actriu: Misty Cotton, Millor Director: Brady Schwind i Millor Disseny Escènic: Stephen Gifford.
El 22 de juny de 2015, es va anunciar que aquesta producció de Carrie tornaria a Los Angeles l'octubre de 2015 per sis setmanes. L'espectacle va començar a actuar a l'històric Los Angeles Theatre al centre de Los Angeles el dia 1 d'octubre abans de l'estrena del 8 d'octubre. Playbill va confirmar que la majoria del repartiment de La Mirada tornaria, incloent tots els actors protagonistes i secundaris.

### Producció de Barcelona 2018
El 15 de novembre de 2018 s'estrenà al Teatre Gaudí de Barcelona per a una temporada limitada (tot i que hagué de prorrogar les funcions), produïda per Eleven O'Clock Produccions, amb adaptació al català de Marc Gómez Domènech, direcció musical de Joan Comaposada i direcció de Ferran Guiu; en una producció austera i minimalista, despullant la història de tot artifici, pràcticament sense escenografia, centrant-se en el personatge de Carrie. Rebé una bona acollida per part de la crítica.

## Llegat
L'espectacle de Broadway va convertir-se instantàniament en llegendari i va inspirar el títol del llibre de 1992 de Ken Mandelbaum: •Not Since Carrie: Forty Years of Broadway Musical Flops». Després de la producció original, hi va haver tres produccions no autoritzades a Stagedoor Manor, Emerson College i a Dinamarca l'any 2001.

## Argument

### Producció de 2012
I Acte 
Sue Snell, testimoni i guia de la història, lluita per explicar els incidents que condueixen a la tràgica nit del 28 de maig. Com que es interrogada sobre el passat, apareixen figures de la seva vida a l'escola secundària. Siguin quines siguin les seves diferències (ser la bona noia Sue, el seu xicot atleta Tommy Ross, la seva millor amiga, la dolenta Chris Hargensen, el nuvi de Chris, Billy Nolan, que sempre causa problemas, o la perenne desaprofitada Carrie White): tots lluiten amb les mateixes inseguretats i queden unides en el desig de pertànyer al grup. («In»)
Després de la classe de gimnàs, Carrie experimenta el seu primer període a la dutxa. Els seus crits terrorífics demanant ajuda i l'aparent ignorància sobre el què li està passant diverteix i inflama les noies. Amb Chris al capdavant, Sue i les altres envolten Carrie, amb corejant-li malnoms i provocar-la salvajemente. Mentre la mestra de gimnàstica Miss Gardner es troba al clímax de la histèria de Carrie, inexplicablement una bombeta explota. Quan les noies són renyades, racionalitzen despectivament, «És només Carrie», l'objectiu de les seves burles des de la infantesa.
La senyoreta Gardner i el conseller d'orientació i professor d'anglès, Sr. Stephens, envien Carrie a casa la resta del dia. Però, fins i tot quan surt, els insults dels seus companys i el seu nom reboten en la ment de Carrie fins que esclata amb fúria («Carrie»). Tommy i els seus amics discuteixen sobre la propera festa de promoció mentre que Billy fa un terrabastall en el seu patinet, fent el pallasso. Carrie passa i ell la ridiculitza. Però quan Carrie li dirigeix una mirada furiosa, s'escarxofa. Enutjat i avergonyit, Billy intenta culpar Carrie de la seva aparent malaptesa, però els altres nois només riuen.
A can White, la mare de Carrie, Margaret, treballa a la màquina de cosir i canta sobre el seu programa de ràdio evangèlic favorit («Open Your Heart»). Quan la amoïnada Carrie arriba a casa, s'adhereix de mala gana a l'himne. Carrie reuneix el coratge per explicar a la seva mare l'esdeveniment traumàtic del dia. La constatació que la seva filla ja és una dona llança a Margaret en un pànic temorós de Déu. Quan Carrie es resisteix, Margaret la tanca en un armari per demanar penediment («And Eve Was Weak»).
Amb els pares fora de la ciutat, Chris organitza una festa en la qual explica als nois els detalls de l'incident d'aquest dia amb Carrie al vestidor. Quan Sue –confosa i disgustada pel seu paper en l'acció– es lamenta que no era divertit, Chris l'instrueix perversament en l'ordre natural de les coses («The World According to Chris»). Afligida pel missatge tòxic de Chris, Sue abandona la seva millor amiga i surt amb Tommy.
De tornada a can White, Carrie segueix tancada al seu armari de pregària envoltada d'icones religioses. Margaret, per la seva banda, prega per al seu propi guiatge diví. A mesura que Carrie s'intriga sobre aquesta nova sensació que ha sentit, es troba més agitada. De sobte, una imatge de Jesús levita i Carrie es pregunta si aquest estrany poder podria venir de dins d'ella. Margaret la allibera de l'armari i es disculpa per les seves accions, i incita Carrie a demanar perdó igualment. Les dues troben consol en l'abraçada de bona nit («Evening Prayers»).
A la classe d'anglès, senyor Stephens elogia un poema que Tommy ha escrit, i li fa recitar el seu treball («Dreamer in Disguise»). Quan el professor demana als estudiants què els sembla, Carrie respon. La seva emoció sentimental només provoca la burla dels altres nois. Després de la classe, Sue segueix el consell de Tommy i intenta demanar disculpes a Carrie, però, pensant que és una mena de truc, Carrie s'enfada i marxa. Sorprés Sue esdevé conscient, Sue parla de la seva trobada («Once You See»). La senyora Gardner reprèn les noies pel seu maltractament cap a Carrie i demana que es disculpin. Totes ho fan, a excepció de Chris, que en lloc de disculpar-se torna a insultar Carrie, fent que la senyoreta Gardner expulsi Chris de l'escola i així haura de mancar el ball de la promoció. Frenetica, Chris intenta reunir-se amb les noies per unir-se amb ella per desafiar la professora fins que Sue la desafia. Es dibuixen línies de batalla; les millors amigues són ara enemigues. Quan la senyoreta Gardner es disculpa amb la plorosa Carrie pel que acabava de succeir, Carrie la sorprèn en insistir que accepti que Chris vagi al ball. Carrie assenyala que per a noies com Chris, el ball de promoció és un somni. Quan es pressionada, Carrie admet que ella mateixa no hi anirà. Moguda per la manca d'autoestima de Carrie i la seva necessitat de suport, la senyora Gardner li assegura que les coses poden canviar («Unususpecting Hearts»).
Decidit de ser just amb Carrie, Sue demana a Tommy que l'ajudi amb un pla que ha concebut. Alhora, Chris, culpant a Carrie per la seva humiliació, talla el rotllo a Billy per obtenir la seva ajuda en la seva trama per venjar-se («Do Me A Favor»). Sola a la biblioteca, Carrie llegeix un llibre sobre telecinesi. Concentrant intensament, li reeix moure cadires a través del local sense tocar-les, sobresortint per la descoberta d'aquest poder nou. En retrospectiva, s'adona que l'explosió de la bombeta a la dutxa i el terrabastall de Billy amb el patinet tenen sentit.
Neguitós, però seguint la petició de Sue, Tommy arriba a la porta de can Carrie i li demana que sigui la seva parella de ball. Espantada, es nega repetidament, fins que Margaret la crida per sopar. Preocupada que sa mare la trobi amb Tommy, amb pressa Carrie accepta la invitació. Mentre se'n va, Carrie crida un alegre «gràcies», ja que comença a ploure. Mentre la tempesta s'intesifica, molt il·lusionada, Carrie diu a Margaret que va ser convidada al ball de promoció i desencadena en la seva mare records que la torturen («I Remember How Those Boys Could Dance»). Quan la mare ordena Carrie de refusar la invitació de Tommy, ambdues s'enfronten i, a mesura que pluja sempre més, Margaret vol tancar les finestres. «Les tindré!» crida Carrie i usa la ment per tancar-les. Horroritzada per aquesta demostració de poder que considera obra del diable, Margaret s'agemoli de por mentre que Carrie acaba tranquíl·lament el postre.
 II Acte 
Els preparatius d'el ball i la notícia que Tommy ha convidat Carrie preocupa tothom a l'escola, incloent Chris i Billy, que entren al gimnàs amb una galleda de sang de porc i fan una bretolada desagradable («A Night We'll Never Forget»). La senyora Gardner, que sospita les motivacions de Sue per incitar Tommy a convidar Carrie, adverteix ambdós que si fan qualsevol mal a Carrie, hauran de respondre a ella. Sue es preocupa i pensa que Tommy s'ha enamorat d'ella, però insisteix que només és decebut. Per compensar l'esdeveniment que no compartiran, la porta al gimnàs semi-decorat per compartir un moment romàntic privat («You Shine»).
Finalment arriba la Nit del Ball de Promoció. Els nois són nerviosos i excitats. Carrie, no menys ansiosa, es resol a aprofitar el vespre («Why Not Me?»). Frenètica per la preocupació, Margaret intenta minar la confiança de Carrie («Stay Here Instead»). Alhorat, Tommy arriba, i Carrie, mirant el vestit que ella mateixa s'ha fet, surt amb ell. Sola, Margaret es lamenta amb escriptures fonamentalistes. «Ha de ser sacrificada. No deixeu viure una bruixa». El seu deure, tanmateix horrible i tràgic, és clar («When There's No One»).
Al gimnàs, els nois mostren les seves belles galers i posen per a les fotos de l'anuari. Tommy entra amb Carrie, i la reacció de la multitud a la seva sorprenent transformació canvia d'hostilitat inicial a una inesperada benvinguda («Prom Arrival»). Senyora Gardner, sorpresa i encantada per la nova autoconfiança de Carrie, comparteix el seu propi record de Prom, i professora i estudiants parlen sobre aquest etern ritual d'escola secundària («Unsuspecting Hearts - Reprise»). Després d'insistir molt, Tommy condueix una Carrie dubtosa a la pista de ball on són observats: primer, Sue, que se sentia obligada a escapolir-se i veure com el seu pla ha funcionat, i després per Chris, el soci en el delicte, Norma («Dreamer in Disguise - Reprise»). Chris i Billy, amagats a la part superior de les bigues, es preparen per deixar anar la bretolada, mentre que Sue descobreix Norma quan bescanvia les urnes del ball per urnes falsificades, la fan sospitar («Prom Climax»).
Amb les votacions falificades, senyor Stephens i la senyora Gardner anuncien que Tommy i Carrie són els Reis del Ball. Mentre que l'assistència els saluden amb l'himne de l'escola («Alma Mater»), Sue descobreix la galleda penjant per sobre de la zona de coronació, el que confirma les seves pitjors sospites. Frenètica, ella intenta avisar senyora Gardner, però la professora, que ha estat cautelós amb els motius de Sue a renunciar el seu ball en favor de Carrie, l'empeny fora del gimnàs. Chris fa una ullada a Billy, que deixa caure la galleda i deixa Carrie xopa de sang. A mesura que el silenci sorprenent dels assistents es converteix en rialles burlesques, la seva inimaginable humiliació es torna a la fúria, i després en bogeria. Deixant anar el seu poder, exerceix una terrible venjança cap els seus amics i enemics («The Destruction»). Impotent, Sue veu com tots els companys de classe moren. Només ella sobreviu. A mesura que les sirenes d'emergència sonen, Sue segueix el camí de destrucció que sequeix el carrer cap a la casa de Carrie.
Carrie arriba a casa amb el seu vestit de festa tacat de sang i troba consol als braços de la seva mare («Carrie - Reprise»). Tot just quan se sent en seguritat, Margaret –complint el que ella creu que és el seu deure bíblic– enfonsa un ganivet en la seva filla. Ferida i intentant defensar-se d'un nou assalt, Carrie utilitza els seus poders per aturar el cor de la seva mare. Sue s'enfonsa en aquesta horrible escena i, escoltant els crits angoixats de Carrie, s'arrossega al seu costat per consolar-la. Però va arrobar massa tard. Mentre Carrie mor als seus braços, les imatges de la memòria de Sue donen un testimoniatge inoblidable de redempció («Epilogue»).

## Números musicals

### Stratford-upon-Avon
| I Acte - Overture – Orquesta - "In" – Miss Gardner i Noies - "Dear Lord" – Carrie - "Dream On" – Sue, Chris, Carrie, i Noies - "Her Mother Should Have Told Her" – Miss Gardner, Sue - "Carrie" – Carrie - "Open Your Heart" – Margaret, Carrie - "And Eve Was Weak" – Margaret, Carrie - "Don't Waste the Moon" – Sue, Tommy, Chris, Billy, Nois i Noies - "Evening Prayers" – Margaret i Carrie - "Unsuspecting Hearts" – Miss Gardner i Carrie - "Do Me a Favor" – Sue, Tommy, Chris, Billy, Nois i Noies - "I Remember How Those Nois Could Dance" – Margaret, Carrie | II Acte - "Crackerjack" – Chris, Billy, Nois - "Dream On (The Prom)" – Noies - "White Star" – Sue - "I'm Not Alone" – Carrie - "Carrie (Reprise)" – Margaret, Carrie - "When There's No One" – Margaret - "Wotta Night" – Nois i Noies - "Unsuspecting Hearts" (Reprise) – Miss Gardner, Carrie - "Heaven" – Miss Gardner, Sue, Tommy, Chris, Billy, Carrie, Margaret, Nois i Noies - "Alma Mater" – Nois i Noies - "The Destruction" – Carrie - "Carrie (Finale)" – Margaret |

### Broadway
| I Acte - Overture – Orquesta - "In" – Miss Gardner, Noies - "Dear Lord" – Carrie - "Dream On" – Sue, Chris, Carrie, Noies - "Carrie" – Carrie - "Open Your Heart" – Margaret, Carrie - "And Eve Was Weak" – Margaret, Carrie - "Don't Waste the Moon" – Sue, Tommy, Chris, Billy, Nois i Noies - "Evening Prayers" – Carrie, Margaret - "Unsuspecting Hearts" – Miss Gardner, Carrie - "Do Me a Favor" – Sue, Tommy, Chris, Billy, Nois i Noies - "I Remember How Those Nois Could Dance" – Carrie, Margaret | II Acte - "Out for Blood" – Chris, Billy, Nois - "It Hurts to Be Strong" – Sue - "I'm Not Alone" – Carrie - "Carrie (Reprise)" - Margaret, Carrie - "When There's No One" – Margaret - "Wotta Night!" – Nois i Noies - "Unsuspecting Hearts (Reprise)" – Miss Gardner, Carrie - "Heaven" – Tommy, Sue, Miss Gardner, Carrie, Margaret, Nois i Noies - "Alma Mater" – Miss Gardner, Nois i Noies - "The Destruction" – Carrie - "Carrie (Reprise)" – Margaret |

### Off-Broadway revival
| I Acte - "In" – Conjunt - "Carrie" – Carrie - "Open Your Heart" – Reverend Bliss, Margaret, Carrie, Choir - "And Eve Was Weak" – Margaret, Carrie - "The World According to Chris" – Chris, Billy, Sue, Tommy, Kids - "Evening Prayers" – Carrie, Margaret - "Dreamer in Disguise" – Tommy - "Once You See" – Sue - "Unsuspecting Hearts" – Miss Gardner, Carrie - "Do Me a Favor" – Sue, Chris, Tommy, Billy, Kids - "I Remember How Those Nois Could Dance" – Carrie, Margaret | II Act - "A Night We'll Never Forget" – Carrie, Chris, Billy, Sue, Conjunt - "You Shine" – Tommy, Sue - "Why Not Me?" – Carrie, Kids - "Stay Here Instead" – Margaret, Carrie - "When There's No One" – Margaret - "Prom Arrival" – Conjunt - "Unsuspecting Hearts (Reprise)" – Carrie, Miss Gardner - "Dreamer in Disguise (Reprise)" — Tommy, Carrie, Conjunt - "Prom Climax" – Chris, Billy, Carrie, Tommy, Conjunt - "Alma Mater" – Conjunt - "The Destruction" – Carrie, Conjunt - "Carrie (Reprise)" – Margaret - "Epilogue" – Sue, Conjunt |

## Personatges
| Personatge      | Descripció |
| --------------- | --- |
| Carrie White    | El personatge principal, Carrie és una noia tímida fora de lloc que sovint és assetjada pels seus companys de classe. Mentre es dutxava a l'escola, Carrie té el seu primer període, pel qual les altres noies de la seva classe es burlen. Aquest esdeveniment fa espurnir l'aparició dels poders telequinètics de Carrie, que en última instància, utilitza per a la venjança després de ser cruelment humiliada al ball de promoció. Després de patir una atac després d'haver estat esquitxada amb sang de porc, Carrie mata tota la seva classe i els seus professors en incendiar l'escola, només per tornar a casa per ser apunyalada per la seva mare. Carrie després utilitza els seus poders per matar la seva mare, i mor poc després consolada per Sue. |
| Margaret White  | Un dels principals antagonistes de l'espectacle. Mare sobreprotectora i abusadora de Carrie, Margaret és fanàticament religiosa. Encara que estima Carrie i vol protegir-la del món, especialment de l'escola, el seu fanatisme sovint la condueix a l'educació domiciliària o abusos. Després que Carrie desenvolupa la telequinesi i va al ball de l'escola contra els seus desitjos, Margaret creu que matar Carrie és un sacrifici necessari per salvar-la de la condemnació. Carrie utilitza els seus poders telequinètics per detenir el cor de la seva mare en represàlia després de ser apunyalat per ella. |
| Sue Snell       | Sue Snell és una de les noies més populars de l'escola. Inicialment es burla de Carrie com totes les altres noies, però més tard sent remordiment pel que fa. Per compensar tot el que ha fet, demana al seu xicot, Tommy Ross, que convidi Carrie al ball de promoció en lloc d'ella. Sue va al ball de promoció per veure com van acabar les coses i quan s'adona que Carrie està en problemes, es dirigeix a la senyora Gardner per obtenir ajuda. No obstant això, Gardner expulsa Sue del ball de promoció, pensant que està intentant humiliar a Carrie. Testimoni de la ruptura de Carrie al ball de promoció i, quan finalment troba Carrie, la consola durant els seus últims moments, havent-li perdonat el que ha fet.                                   |
| Tommy Ross      | Versió de Carrie de príncep encantador. Al principi, Tommy no s'interessa a Carrie, però la porta al ball de ball en comptes de la seva xicota, Sue, quan aquesta li demana que ho faci. Tommy dubta, però aviat es veu amb ganes de fer amistat amb Carrie. Encara que ignora la broma que Chris ha planejat per a Carrie, mor amb la resta dels estudiants quan Carrie pren la seva venjança. |
| Chris Hargensen | Un dels principals antagonistes de l'espectacle. Chris odia Carrie i l'assetjan en cada oportunitat. Dirigeix les altres noies a llançar tampons a Carrie després que hagi tingut el seu primer període, i no sent cap remordiment després. Després que Chris sigui castigada en no poder assistir al ball de promoció per assetjar Carrie, promet revenja. Sorgeix amb la idea d'abocar una galleda de sang de porc damunt Carrie al ball. Chris mor durant la venjança de Carrie. |
| Billy Nolan     | El nuvi «no tan elegant" de Chris. Encara que no estigui a l'escola, planeja portar Chris a la festa fins que a Chris se li prohibeix d'assistir-hi. Mata un porc per a Chris i recull la sang per fer broma amb Carrie. És assassinat quan Carrie s'excedeix en la venjança. |
| Miss Gardner    | La «Fada protectora» de Carrie. Al principi, està disgustada pel que veu a la dutxa, però aviat s'adona que Carrie no té idea del que li passa. Explica la menstruació a Carrie i ajuda Carrie a desenvolupar la seva autoestima, donant-li el coratge d'acceptar la invitació de Tommy. Tot i que es complau a veure feliç Carrie al ball, és assassinada en la fúria destructora de Carrie. |
| Mr. Stephens    | Amb 30 llargs anys, aquest professor d'anglès i orientador ben intencionat lluita per ajudar els seus estudiants a realitzar els seus talents. Un educador dedicat, s'ha estès molt bé en els seus deures, lamentablement mal pagat, i una mica desbordat pel que fa a com manejar els Billy Nolans de la zona de classe. Mor per la ira de Carrie. |

## Repartiments
| Character       | Taller (1984)    | Stratford (1988)    | Broadway (1988)     | Reading (2009)     | Revival de l'Off-Broadway (2012) | Seattle (2013)   | Revival de Los Angeles (2015) | Revival de l'Off-West End (2015) | Barcelona (2018)                  |
| --------------- | ---------------- | ------------------- | ------------------- | ------------------ | -------------------------------- | ---------------- | ----------------------------- | -------------------------------- | --------------------------------- |
| Carrie White    | Annie Golden     | Linzi Hateley       | Linzi Hateley       | Molly Ranson       | Molly Ranson                     | Keaton Whittaker | Emily Lopez                   | Evelyn Hoskins                   | Georgia Stewart / Raquel Jezequel |
| Margaret White  | Maureen McGovern | Barbara Cook        | Betty Buckley       | Marin Mazzie       | Marin Mazzie                     | Alice Ripley     | Misty Cotton                  | Kim Criswell                     | Muntsa Rius / Anna Valldeneu      |
| Sue Snell       | Laura Dean       | Sally Ann Triplett  | Sally Ann Triplett  | Jennifer Damiano   | Christy Altomare                 | Larissa Schmitz  | Kayla Parker                  | Sarah McNicholas                 | Elisabet Molet                    |
| Tommy Ross      | Todd Graff       | Paul Gyngell        | Paul Gyngell        | Matt Doyle         | Derek Klena                      | Kody Bringman    | Jon Robert Hall               | Greg Miller Burns                | Mikel Herzog                      |
| Chris Hargensen | Liz Callaway     | Charlotte d'Amboise | Charlotte d'Amboise | Diana DeGarmo      | Jeanna de Waal                   | Tessa Archer     | Valerie Rose Curiel           | Gabriella Williams               | Laura Miquel                      |
| Billy Nolan     | Peter Neptune    | Gene Anthony Ray    | Gene Anthony Ray    | John Arthur Greene | Ben Thompson                     | Andrew Brewer    | Garrett Marshall              | Dex Lee                          | Ferran Enfedaque                  |
| Miss Gardner    | Laurie Beechman  | Darlene Love        | Darlene Love        | Sutton Foster      | Carmen Cusack                    | Kendra Kassebaum | Jenelle Lynn Randall          | Jodie Jacobs                     | Marta Capel                       |
| Mr. Stephens    | no apareix       | no apareix          | no apareix          | Philip Hoffman     | Wayne Alan Wilcox                | Brian Lange      | Bryan Dobson                  | David Habbin                     | Lluís Barrera                     |

## Premis i nominacions

### Producció de Barcelona
| Any  | Premi                               | Categoria            | nominat         | Resultat  |
| ---- | ----------------------------------- | -------------------- | --------------- | --------- |
| 2019 | Premios de Teatro Musical de España | Musical Off          | Musical Off     | GUANYADOR |
| 2019 | Premis Butaca                       | Actriu en un musical | Raquel Jezequel | nominada  |